# John Conteh
Pour les articles homonymes, voir Conteh.
John Conteh est un boxeur anglais né le 27 mai 1951 à Liverpool.

## Carrière
Passé professionnel en 1971, il devient champion d'Angleterre et champion d'Europe EBU des mi-lourds en 1973 puis remporte le titre vacant de champion du monde WBC de la catégorie le 1er octobre 1974 après sa victoire aux points contre Jorge Victor Ahumada. 
Conteh conserve son titre WBC face à Lonnie Bennett, Yaqui Lopez et Len Hutchins puis le laisse vacant en 1977. Il essaiera par 3 fois de remporter à nouveau cette ceinture contre Mate Parlov et Matthew Saad Muhammad mais sans succès et met finalement un terme à sa carrière en 1980 sur un bilan de 34 victoires, 4 défaites et 1 match nul.